# Wustrow (Mecklenburgische Seenplatte)
Wustrow település Németországban, Mecklenburg-Elő-Pomeránia tartományban. Lakosainak száma 750 fő (2023. december 31.).

## A település részei
- Canow
- Drosedow
- Neu Canow
- Neu Drosedow
- Wustrow
- Seewalde
- Pälitzhof
- Grünplan

## Népesség
A település népességének változása:
| Lakosok száma | 707  | 703  | 736  | 738  | 750  |
|               | 2017 | 2019 | 2021 | 2022 | 2023 |

## Galéria

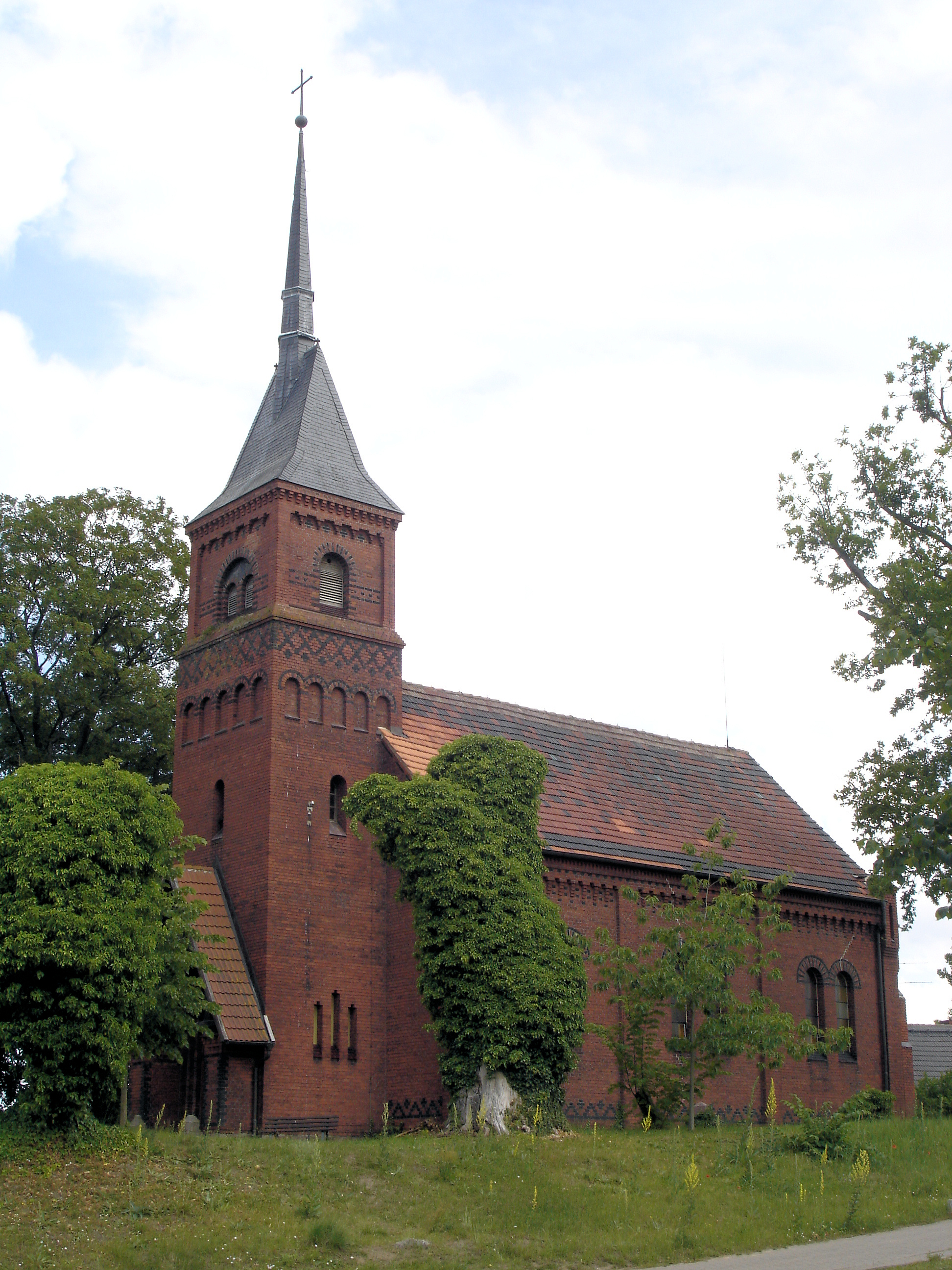
a wustrowi templom
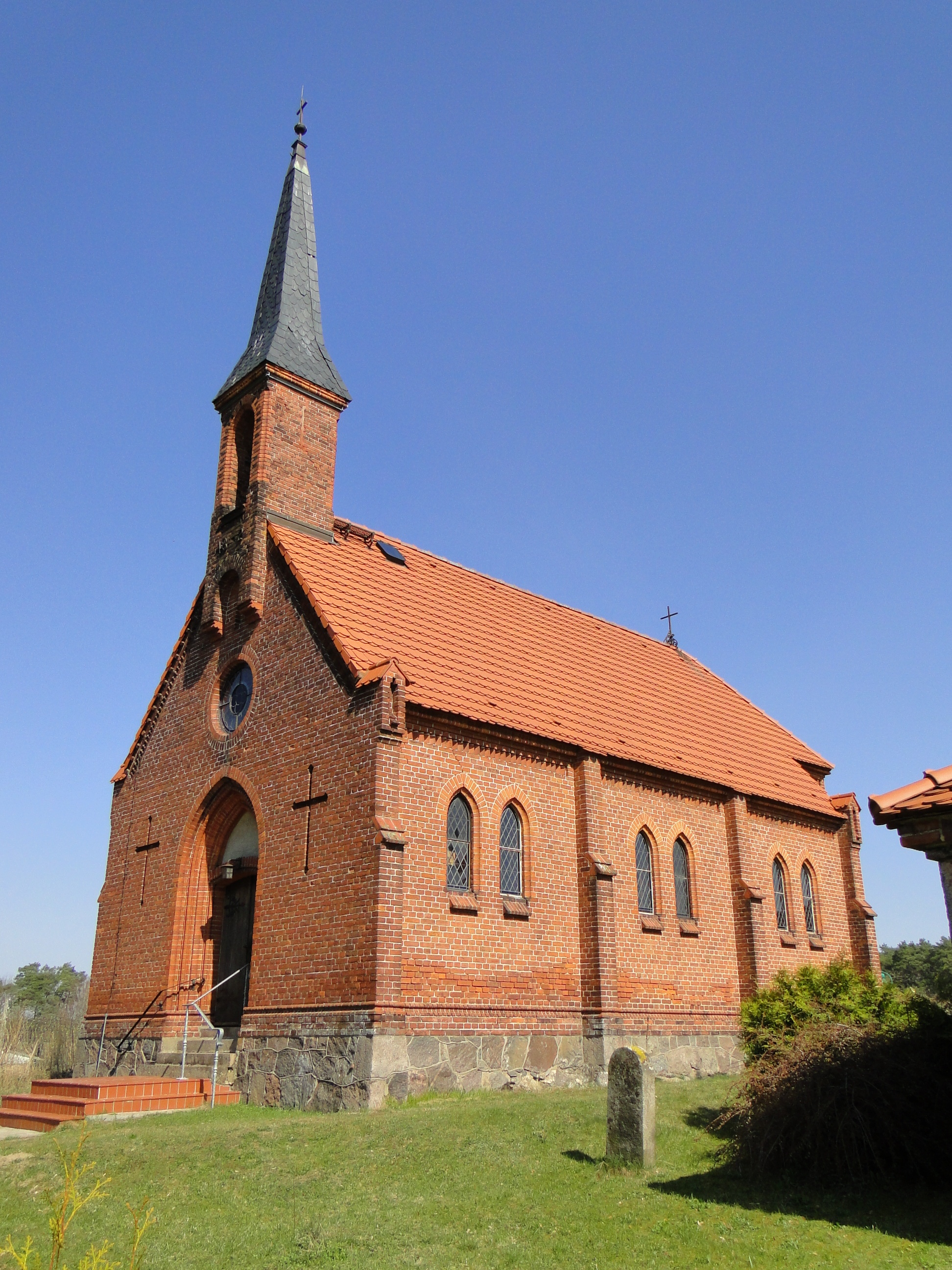
a drosedowi templom